# جون كايزر
جون كايزر (بالإنجليزية: John Kaiser)‏ هو لاعب كرة قدم أمريكية أمريكي، ولد في 6 يونيو 1962 في أوكونوموك في الولايات المتحدة.

## وصلات خارجية
- جون كايزر على موقع مرجع كرة القدم المحترفة.كوم (الإنجليزية)